# Yeşilbük, Otlukbeli
Yeşilbük là một xã thuộc huyện Otlukbeli, tỉnh Erzincan, Thổ Nhĩ Kỳ. Dân số thời điểm năm 2010 là 38 người.